# Jerky (obwód czerkaski)
Jerky (ukr. Єрки) – osiedle typu miejskiego na Ukrainie, w obwodzie czerkaskim, w rejonie zwinogródzkim. W 2001 liczyło 4364 mieszkańców, wśród których 4269 wskazało jako język ojczysty ukraiński, 91 rosyjski, 1 mołdawski, 2 białoruski, a 1 inny.

## Urodzeni
- Andriej Skoromny